# Anarchizm w Korei
Anarchizm w Korei jest ściśle powiązany z koreańskim ruchem niepodległościowym w Korei pod rządami Japonii (1910-1945). Koreańscy anarchiści organizowali się na swoim krańcu kontynentu, tworząc grupy na kontynencie japońskim i w Mandżurii, ale ich wysiłki zostały przerwane przez wojny regionalne i światowe.

## Historia
W późniejszym okresie Joseon z nurtu koreańskiego neokonfucjanizmu wyłoniło się szereg prekursorów anarchizmu. Jeong Yak-yong opowiadał się za rodzajem anarcho-komunizmu zwanego „systemem wioskowo-ziemnym”, w którym ziemia znajdowała się pod wspólną własnością, każdy wnosił wkład „ od każdego według swoich możliwości, każdemu według jego potrzeb ”, a redystrybucja dochodów i bogactwa odbywa się między wsiami . Choe Je-u wyznawał humanistyczną i egalitarną filozofię znaną jako „ Donghak ”, która głosiła, że „Człowiek jest niebem”. W 1894 r. te egalitarne idee zostały wprowadzone w życie podczas rewolucji chłopskiej w Donghaku .
Okupacja Korei przez Japonię w 1910 roku zachęciła ruch narodowowyzwoleńczy, którego bardziej radykalni zwolennicy skłaniali się ku anarchizmowi. W 1923 roku Sin Chaeho wydał swoją „Deklarację Rewolucji Koreańskiej”, w której ostrzegano Koreańczyków przed zastępowaniem jednego ciemiężcy drugim lub przed stawaniem się społeczeństwem, które będzie wykorzystywało innego. Naciskał na rewolucję, aby zagwarantować nowe wolności i ulepszenia materialne, a nie tylko zniesienie obcej kontroli . 
Sin Chaeho dołączył do innych koreańskich anarchistów w tworzeniu Wschodniej Federacji Anarchistycznej (EAF), gdy był na wygnaniu w 1927 roku. EAF miała członków w Chinach, Japonii i Wietnamie .
W szczególności Mandżuria w pobliżu granicy koreańskiej stała się wylęgarnią nowego ruchu anarchistycznego w Kore. W 1929 powstało tam Koreańskie Stowarzyszenie Ludowe w Mandżurii (KPAM), które było autonomiczną strefą anarchistyczną w Mandżurii. KPAM została zorganizowana na zasadach federalizmu, gospodarki darowizn i wzajemnej pomocy i nadal jest uważana za jedną z najważniejszych zmian w koreańskim anarchizmie .
Po zakończeniu II wojny światowej Korea była pierwszym regionem Azji, w którym pojawił się znaczny ruch anarchistyczny, biorąc pod uwagę fakt, że w Chinach panował komunizm państwowy, a represje wobec przekonań socjalistycznych były szeroko rozpowszechnione w okupowanej przez Amerykę Japonii. Podczas gdy Koreańska Federacja Anarchistyczna przed wojną przeciwstawiała się zjednoczonemu frontowi narodowemu, podczas wojny niektórzy anarchiści przyłączyli się do swojego rządu na wygnaniu w walce o niepodległość. Niektórzy anarchiści zachęcali do sojuszu z rządem w celu ochrony Korei przed obcymi najeźdźcami, a inni nadal opowiadali się za federacją autonomicznych jednostek w całym kraju. Po wojnie robotnicy i chłopi rozpoczęli proces odbudowy społecznej poprzez niezależne związki, ale proces ten został zahamowany przez narzucenie rządu przez siły obce ( Stany Zjednoczone i Związek Radziecki ) w 1948 roku, co doprowadziło do wojny koreańskiej w latach pięćdziesiątych .

## Znaczenie
Wśród badaczy anarchizmu kontynuowana jest dyskusja o cechach wczesnego koreańskiego anarchizmu i o tym, czy odbiega on od anarchistycznych ideałów, w szczególności w związku z występowaniem nacjonalistycznych i rasowo motywowanych ideologii obecnych zarówno w grupach, jak i jednostkach w ruchu koreańskim . Dongyoun Hwang i Henry Em argumentowali, że tradycyjna zachodnia koncepcja ideologii anarchistycznej stoi na drodze do pełnego zrozumienia anarchizmu koreańskiego; krytykowalo oni też zachodnich anarchistów za próby "romantyzowania nurtu koreańskiego"  . Współczesne rozumienie wieloaspektowego koreańskiego anarchizmu odzwierciedla opinia koreańskiego i chińskiego anarchisty Sima Yongcheola:
„Koreańscy anarchiści, ponieważ byli niewolnikami, którzy stracili swój kraj, musieli emocjonalnie polegać zarówno na nacjonalizmie i patriotyzmie, przez co mieli trudności w praktyce w rozeznaniu, która była ich główną ideą, a która była ich ideą drugorzędną. Powodem było to, że ich wrogiem był jeden – imperializm japoński. Moje życie to jedno z tych, które dryfowało wraz z tego rodzaju sprzecznościami w środku.”  